# Le Nouvion-en-Thiérache
Pour les articles homonymes, voir Nouvion (homonymie).
Le Nouvion-en-Thiérache (prononcé [lə nuvjɔ̃ ɑ̃ tje.ʁaʃ ]) est une commune française située dans le département de l'Aisne, en région Hauts-de-France.

## Géographie
- 1Carte dynamique
- 2Carte OpenStreetMap
- 3Carte topographique
- 4Carte avec les communes environnantes

La commune est traversée par le Noirrieu et ses affluents, le Calvaire, le Pimart au sud-est, tandis que le Morteau ou Ancienne Sambre traverse le centre-ville. Ce dernier est rejoint par ses tributaires, le ruisseau de la Boulande, qui traverse le lac de Condé, et l'Erresy. La Sambre – peu après sa source dans le bois de Cartignies – traverse également la ville.

### Communes limitrophes
| Barzy-en-Thiérache | Beaurepaire-sur-Sambre | Fontenelle    |
| Boué               | Nouvion-en-Thiérache   | La Flamengrie |
|                    | LeschelleBuironfosse   | La Capelle    |

### Hydrographie

#### Réseau hydrographique
La commune est traversée par la ligne de partage des eaux entre les bassins hydrographiques Artois-Picardie et Seine-Normandie. Elle est drainée par la rivière Sambre, le Morteau, le Noirrieu, l'Iron, le Calvaire, le Pimart, l'Iron, Lalouzy, le cours d'eau 01 de la commune d'Esqueheries, le cours d'eau 01 de la Croisée Cauchy, le cours d'eau 01 du Bout du Trou, le cours d'eau 01 du Carrefour de Mouzaia, le cours d'eau 02 de la commune de Nouvion-en-Thiérache, le cours d'eau 03 de la commune de Bouée, le cours d'eau 09 de la commune de Nouvion-en-Thiérache, le cours d'eau 11 de la commune de Nouvion-en-Thiérache, le cours d'eau 15 de la commune de Nouvion-en-Thiérache, le fossé 01 du Moulin Lointain, le fossé 02 de la commune de Nouvion-en-Thiérache, le fossé 14 de la commune de Nouvion-en-Thiérache, le fossé 27 de la commune de Nouvion-en-Thiérache, le fossé 32 de la commune de Nouvion-en-Thiérache, le fossé de la Fontaine des Jumelettes, le fossé de la Rue aux Loups, le fossé du Moulin des Gardes, le fossé du Point du Jour, le Mathurin, le ruisseau de la Boulande, l'Erresy et un autre petit cours d'eau
La rivière Sambre, d'une longueur de 17 km, prend sa source dans la commune de Fontenelle et se jette  dans divers bras de Décharge, confluence du Canal de la Sambre à l'Oise au Bassin d'Alimentation de Fesmy à Rejet-de-Beaulieu, après avoir traversé huit communes.
Le Morteau, d'une longueur de 23 km, prend sa source dans la commune de La Flamengrie et se jette  dans le Noirrieu à Étreux, après avoir traversé six communes. Les caractéristiques hydrologiques du Morteau sont données par la station hydrologique située sur la commune. Le débit moyen mensuel est de 0,283 m3/s. Le débit moyen journalier maximum est de 4,57 m3/s, atteint lors de la crue du 4 janvier 1991. Le débit instantané maximal est quant à lui de 6,12 m3/s, atteint le même jour.
Le Noirrieu, d'une longueur de 33 km, prend sa source dans la commune de La Flamengrie et se jette  dans l'Oise (rive gauche) à Vadencourt, après avoir traversé onze communes.
L'Iron, d'une longueur de 25 km, prend sa source dans la commune de La Flamengrie et se jette  dans le Noirrieu à Hannapes, après avoir traversé dix communes.

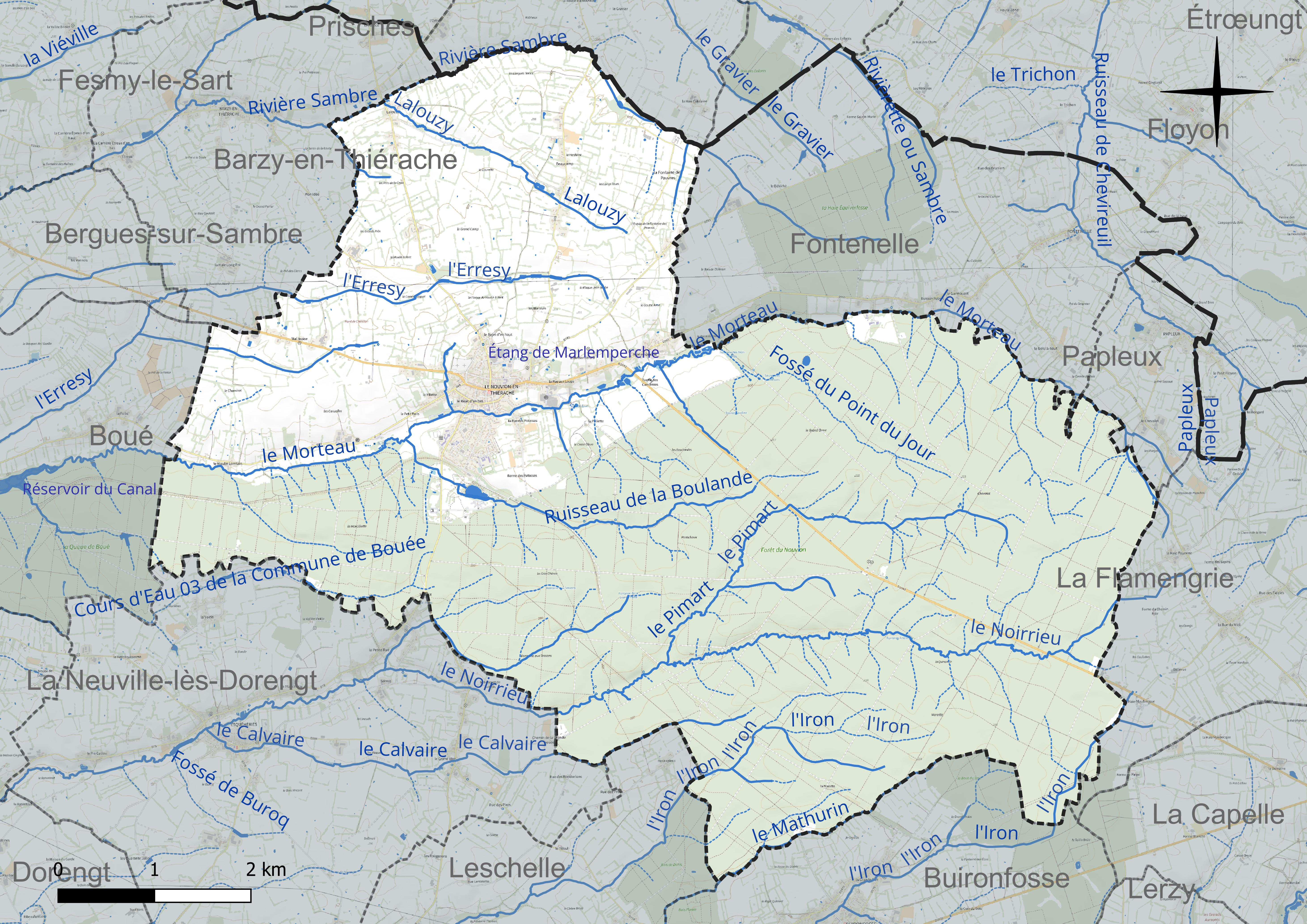
Réseau hydrographique du Nouvion-en-Thiérache.

Un plan d'eau complète le réseau hydrographique : l'étang de Marlemperche (0,5 ha).

#### Gestion et qualité des eaux
Le territoire communal est couvert par le schéma d'aménagement et de gestion des eaux (SAGE) « Sambre ». Ce document de planification concerne un territoire de 1 253 km2 de superficie, délimité par le bassin versant de la Sambre. Le périmètre a été arrêté le 1er novembre 2003 et le SAGE proprement dit a été approuvé le 21 septembre 2012, puis modifié le 18 août 2022. La structure porteuse de l'élaboration et de la mise en œuvre est le syndicat mixte du Parc naturel régional de l'Avesnois.
La qualité des cours d'eau peut être consultée sur un site dédié géré par les agences de l'eau et l'Agence française pour la biodiversité.

### Climat
Pour des articles plus généraux, voir Climat des Hauts-de-France et Climat de l'Aisne.
En 2010, le climat de la commune est de type climat des marges montargnardes, selon une étude du CNRS s'appuyant sur une série de données couvrant la période 1971-2000. En 2020, Météo-France publie une typologie des climats de la France métropolitaine dans laquelle la commune est exposée à un climat océanique altéré et est dans la région climatique Nord-est du bassin Parisien, caractérisée par un ensoleillement médiocre, une pluviométrie moyenne régulièrement répartie au cours de l'année et un hiver froid (3 °C).
Pour la période 1971-2000, la température annuelle moyenne est de 9,7 °C, avec une amplitude thermique annuelle de 15 °C. Le cumul annuel moyen de précipitations est de 862 mm, avec 13 jours de précipitations en janvier et 9,7 jours en juillet. Pour la période 1991-2020, la température moyenne annuelle observée sur la station météorologique la plus proche, située sur la commune de Saint-Hilaire-sur-Helpe à 15 km à vol d'oiseau, est de 10,5 °C et le cumul annuel moyen de précipitations est de 802,4 mm,. Pour l'avenir, les paramètres climatiques de la commune estimés pour 2050 selon différents scénarios d'émission de gaz à effet de serre sont consultables sur un site dédié publié par Météo-France en novembre 2022.

## Urbanisme

### Typologie
Au 1er janvier 2024, Le Nouvion-en-Thiérache est catégorisée bourg rural, selon la nouvelle grille communale de densité à 7 niveaux définie par l'Insee en 2022.
Elle appartient à l'unité urbaine du Le Nouvion-en-Thiérache, une unité urbaine monocommunale constituant une ville isolée,. Par ailleurs la commune fait partie de l'aire d'attraction du Nouvion-en-Thiérache, dont elle est la commune-centre,. Cette aire, qui regroupe 12 communes, est catégorisée dans les aires de moins de 50 000 habitants,.

### Occupation des sols
L'occupation des sols de la commune, telle qu'elle ressort de la base de données européenne d'occupation biophysique des sols Corine Land Cover (CLC), est marquée par l'importance des forêts et milieux semi-naturels (63,6 % en 2018), une proportion sensiblement équivalente à celle de 1990 (63,4 %). La répartition détaillée en 2018 est la suivante : 
forêts (61,3 %), prairies (31,5 %), zones urbanisées (2,7 %), milieux à végétation arbustive et/ou herbacée (2,3 %), terres arables (1,7 %), zones agricoles hétérogènes (0,5 %).
L'évolution de l'occupation des sols de la commune et de ses infrastructures peut être observée sur les différentes représentations cartographiques du territoire : la carte de Cassini (XVIIIe siècle), la carte d'état-major (1820-1866) et les cartes ou photos aériennes de l'IGN pour la période actuelle (1950 à aujourd'hui).

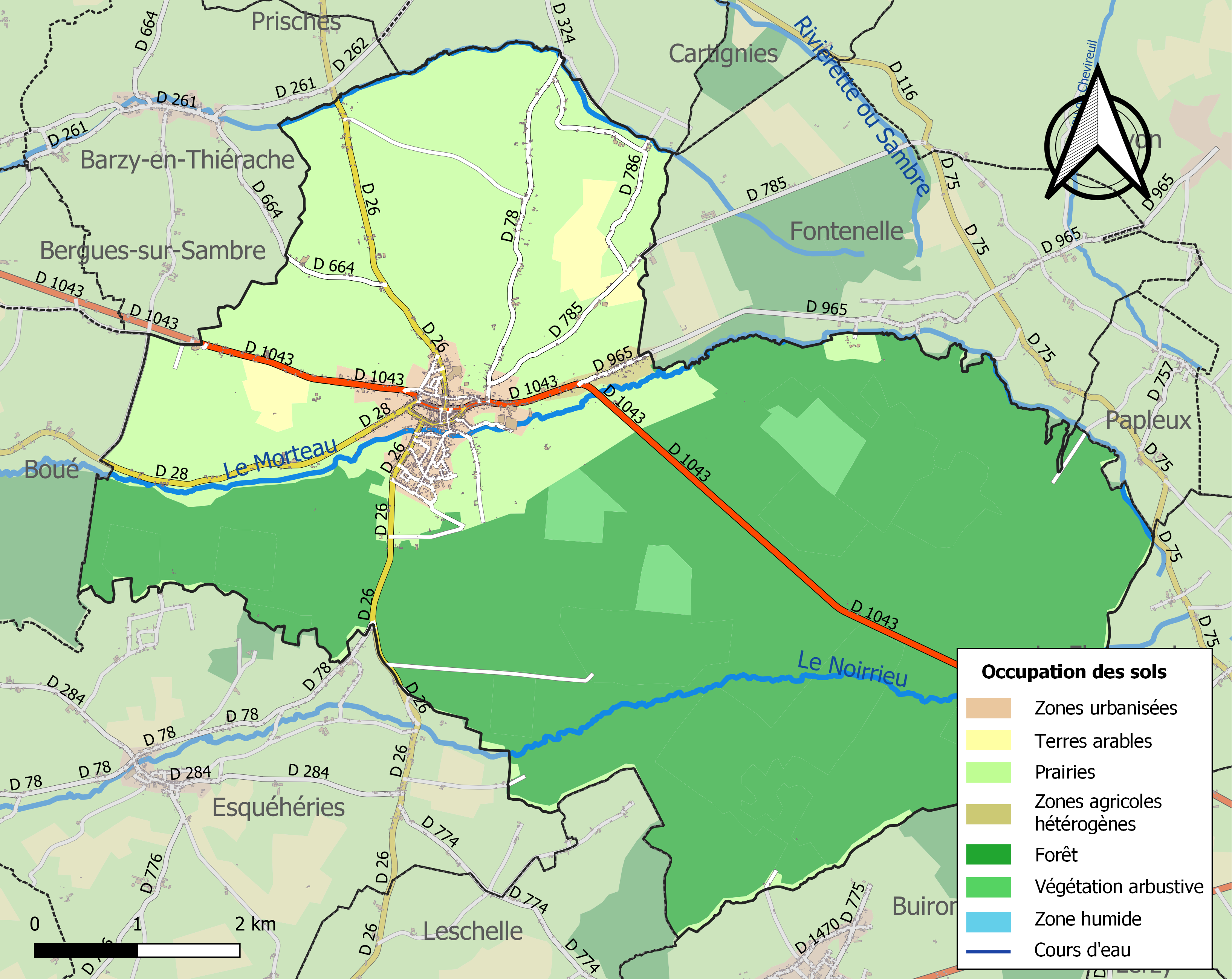
Carte de l'occupation des sols de la commune en 2018 (CLC).

## Toponymie
Le nom de la localité est attesté sous les formes Nouvyon, Nouviam (1196) ; Noviannum, Novyan (1219) ; Novion (1222) ; Capellania hospitii de Noviono-in-Terrassia, Nouvion-en-Thiérasche (1298) ; Novyon-en-Therasce (1306) ; Nouvionnus (1340) ; Nouvion-en-Theraisse (1395) ; Nouvion-en-Thiérache (1398) ; Nouvion-en-Therasce (1490) ; Novyon-en-Therasche (1498) ; Nouvyon-en-Thierache (1581) ; Nouvion-en-Thiérasse (1573) ; Nouvion-en-Thiérasche (1599) ; Nouviant-en-Thiérasche (1603) ; Nouvion-en-Tiérasche (1611).
De l'adjectif gaulois novio « nouveau » et -ó- magos « marché » ; l'article est tardif.
La Thiérache est une région naturelle située dans le nord-est du département de l'Aisne, elle déborde sur les départements français du Nord et des Ardennes, mais aussi sur les provinces belges de Hainaut et de Namur. Elle correspond globalement aux contreforts occidentaux du massif ardennais.

## Histoire
Première Guerre mondiale : Le Nouvion se trouve en zone occupée par les troupes allemandes d'août 1914 jusqu'au 6 novembre 1918, date où des troupes françaises libèrent la ville.[réf. nécessaire]

## Politique et administration

### Découpage territorial
La commune du Nouvion-en-Thiérache est membre de la communauté de communes de la Thiérache du Centre, un établissement public de coopération intercommunale (EPCI) à fiscalité propre créé le 31 décembre 1992 dont le siège est à La Capelle. Ce dernier est par ailleurs membre d'autres groupements intercommunaux.
Sur le plan administratif, elle est rattachée à l'arrondissement de Vervins, au département de l'Aisne et à la région Hauts-de-France. Sur le plan électoral, elle dépend du canton de Guise pour l'élection des conseillers départementaux, depuis le redécoupage cantonal de 2014 entré en vigueur en 2015, et de la troisième circonscription de l'Aisne  pour les élections législatives, depuis le dernier découpage électoral de 2010.

### Liste des maires
| Période                                  | Période                   | Identité                   | Étiquette         | Qualité                                                                                          |
| ---------------------------------------- | ------------------------- | -------------------------- | ----------------- | ------------------------------------------------------------------------------------------------ |
| Les données manquantes sont à compléter. |                           |                            |                   |                                                                                                  |
| 1838                                     | 1866                      | Denis Auguste Caudron      |                   | Agriculteur, négociant, Conseiller général du Nouvion-en-Thiérache (1842 → 1866)                 |
| 1966                                     | 1981                      | Narcisse Arsène Parmentier |                   | Conseiller général du Nouvion-en-Thiérache (1871 → 1874)                                         |
| 1933                                     | 1945                      | Émile Baudemont            |                   | Conseiller d'arrondissement, Nommé conseiller départemental en 1943 par le gouvernement de Vichy |
|                                          |                           |                            |                   |                                                                                                  |
| maire en 1968                            | 1974                      | Jacques Lemaire            | FGDS              | Médecin Député-suppléant de Maurice Brugnon                                                      |
|                                          |                           |                            |                   |                                                                                                  |
| 1977                                     | 1983                      | André Diot                 |                   |                                                                                                  |
| 1983                                     | mars 2001                 | Gérald Neuville            | PS                |                                                                                                  |
| mars 2001                                | mai 2020                  | Guy Vérin                  | UDF puis UMP → LR | Retraité Conseiller général du Nouvion-en-Thiérache (1992 → 2004)                                |
| mai 2020,                                | En cours (au 23 mai 2020) | Roselyne Cail              | DVC               | Conseillère départementale du canton de Guise (Depuis 2021)                                      |

## Population et société

### Démographie
L'évolution du nombre d'habitants est connue à travers les recensements de la population effectués dans la commune depuis 1793. Pour les communes de moins de 10 000 habitants, une enquête de recensement portant sur toute la population est réalisée tous les cinq ans, les populations de référence des années intermédiaires étant quant à elles estimées par interpolation ou extrapolation. Pour la commune, le premier recensement exhaustif entrant dans le cadre du nouveau dispositif a été réalisé en 2006.

En 2022, la commune comptait 2 479 habitants, en évolution de −5,06 % par rapport à 2016 (Aisne : −1,97 %, France hors Mayotte : +2,11 %).
| 1793  | 1800  | 1806  | 1821  | 1831  | 1836  | 1841  | 1846  | 1851  |
| ----- | ----- | ----- | ----- | ----- | ----- | ----- | ----- | ----- |
| 3 018 | 3 357 | 3 082 | 3 158 | 3 106 | 3 068 | 3 045 | 3 240 | 3 295 |

| 1856  | 1861  | 1866  | 1872  | 1876  | 1881  | 1886  | 1891  | 1896  |
| ----- | ----- | ----- | ----- | ----- | ----- | ----- | ----- | ----- |
| 3 094 | 3 070 | 3 261 | 3 172 | 3 273 | 3 334 | 3 209 | 3 110 | 3 085 |

| 1901  | 1906  | 1911  | 1921  | 1926  | 1931  | 1936  | 1946  | 1954  |
| ----- | ----- | ----- | ----- | ----- | ----- | ----- | ----- | ----- |
| 3 189 | 2 977 | 2 875 | 2 628 | 2 851 | 2 623 | 2 636 | 2 455 | 2 684 |

| 1962  | 1968  | 1975  | 1982  | 1990  | 1999  | 2006  | 2011  | 2016  |
| ----- | ----- | ----- | ----- | ----- | ----- | ----- | ----- | ----- |
| 3 096 | 3 343 | 3 247 | 3 139 | 2 905 | 2 917 | 2 850 | 2 804 | 2 611 |

| 2021  | 2022  | - | - | - | - | - | - | - |
| ----- | ----- | - | - | - | - | - | - | - |
| 2 505 | 2 479 | - | - | - | - | - | - | - |

## Culture locale et patrimoine

### Lieux et monuments
- Hôtel de ville.
- École de garçons et école de filles dite groupe scolaire Ernest-Lavisse[62], résultat de la collaboration des architectes Jean Lorrain, Jean Lafitte, Jean Canonne et Louis-Raymond Fischer.
- Monument aux morts de 1922[63].
- Château du Nouvion-en-Thiérache, dans lequel naquit le « comte de Paris » en 1908[64].
- Le Petit château, le parc du Nouveau château et le jardin du château du Point de Jour.
- Croix de chemin dite Croix des Veneurs (1856), sur l'emplacement d'une croix plus vieille[65].
- Chapelle Notre-Dame-de-Liesse dite chapelle Jerôme (1748)[66], ainsi que quelques chapelles disséminées sur le territoire de la commune.

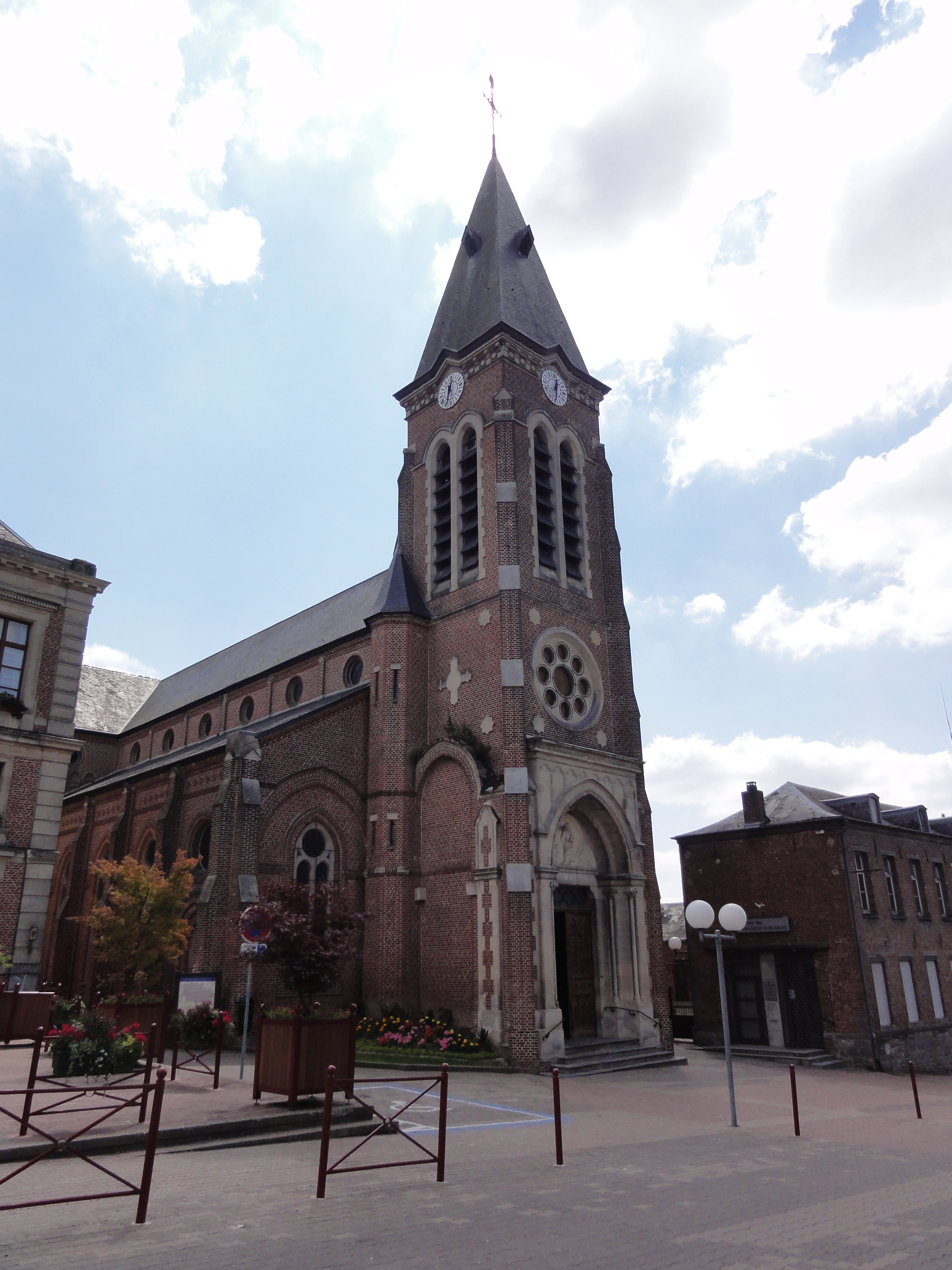
L'église Saint-Denis.
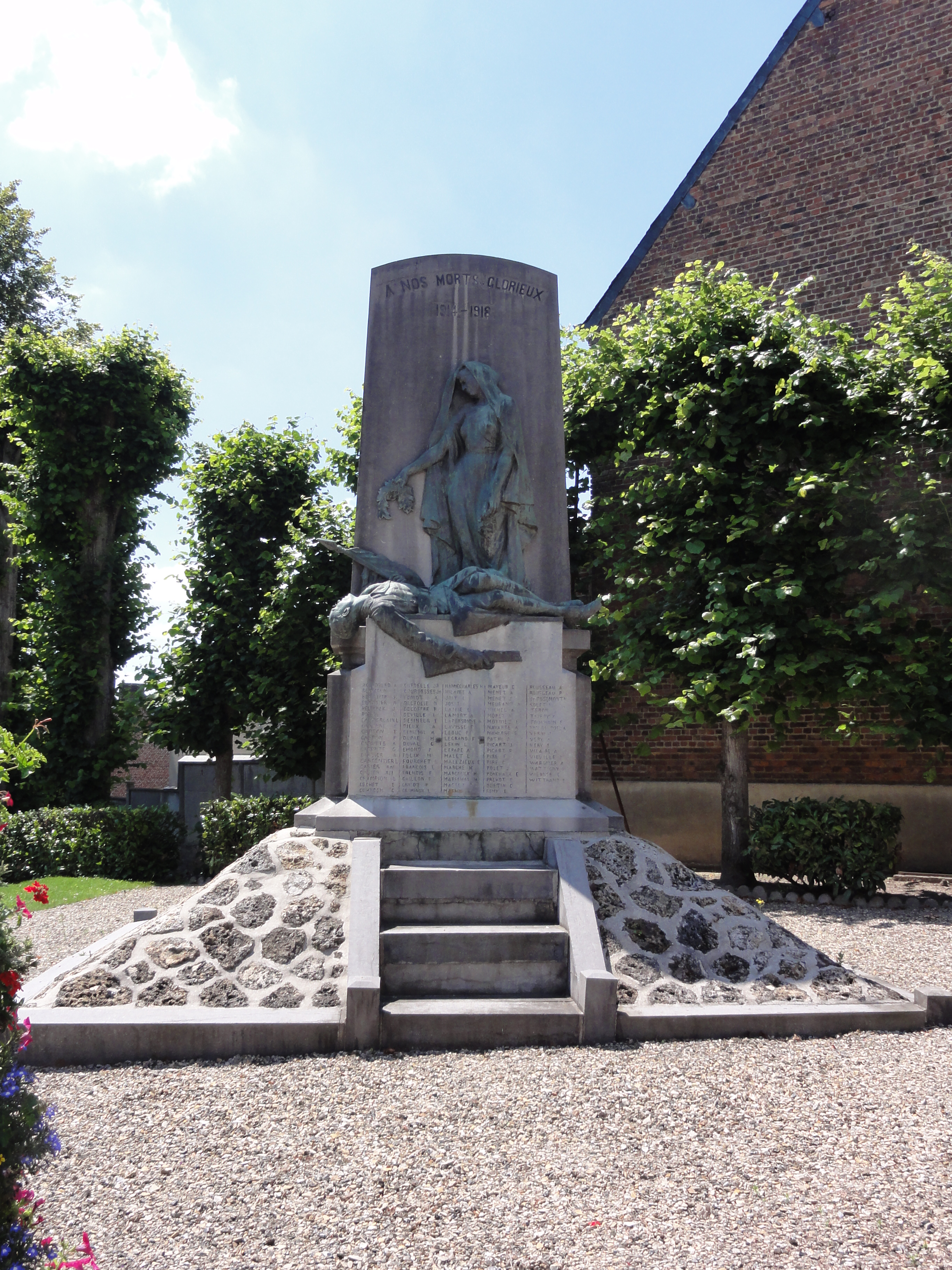
Le monument aux morts.
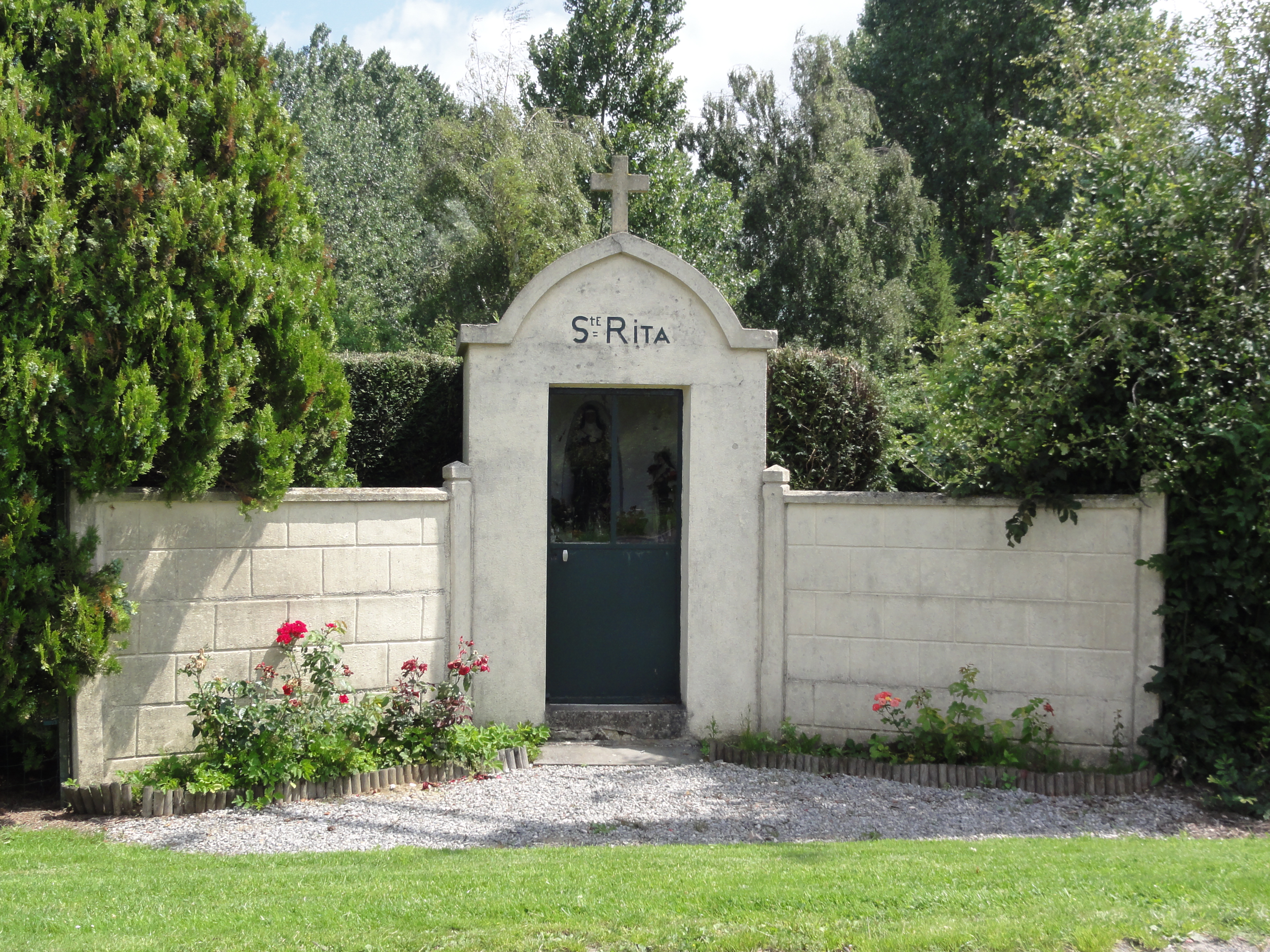
Chapelle Sainte-Rita.
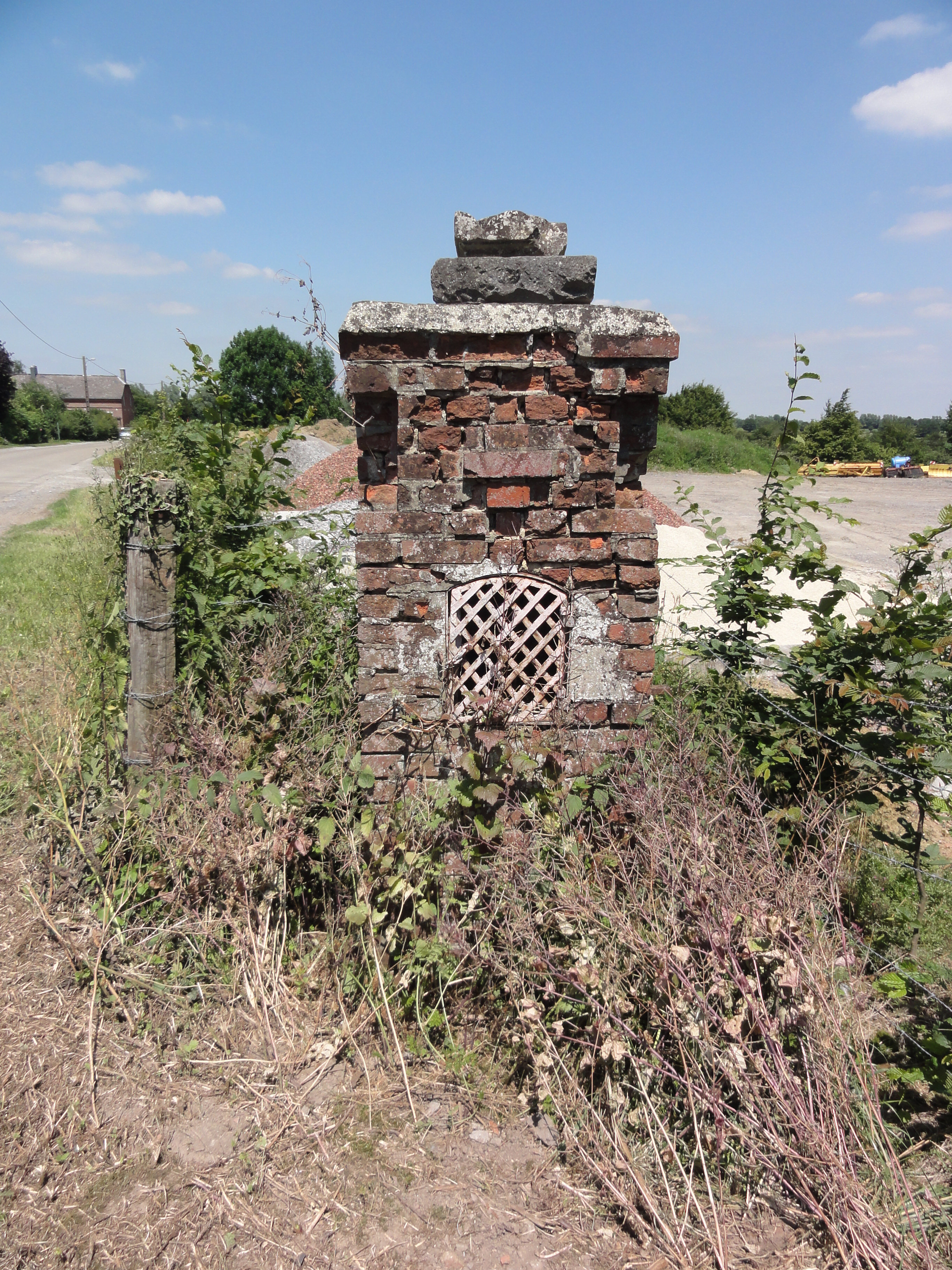
Chapelle en ruine, lieu-dit Beaucamp.

### Personnalités liées à la commune
- Camille Godelle (1804-1874), conseiller général, conseiller d'État, député de l'Aisne à l'Assemblée Nationale[67].
- Ernest Lavisse, né en 1842 et décédé en 1922, professeur à la Sorbonne, directeur de l'École normale supérieure et membre de l'Académie française[68].
- Emile Lavisse, né en 1855 (décédé à Paris en 1915), auteur de plusieurs ouvrages militaires. Il est Commandant de la 12e Brigade d'Infanterie en 1914[69].
- Henri d'Orléans (1908-1999), « comte de Paris », prétendant orléaniste au trône de France (1940-1999), né au Nouvion le 5 juillet 1908[70].
- Marc Blancpain (1909-2001), né au Nouvion où il est inhumé. Il fut un défenseur de la langue française. Enseignant, écrivain et journaliste, il dirigea l'Alliance française[68].
- Adrien Fainsilber (1932-2023), architecte et urbaniste, né au Nouvion, architecte de La Cité des Sciences et de La Géode.
- Jean d'Orléans (1965), petit-fils d'Henri d'Orléans, possède la majeure partie de la forêt du Nouvion[71].
- Kamini Zantoko (1979), rappeur français né au Nouvion[72].

### Héraldique
| Blason de Nouvion-en-Thiérache (Le) | Blason  | De gueules à la barre d'argent. Ornements extérieursCroix de guerre 1914-1918 |
| Blason de Nouvion-en-Thiérache (Le) | Détails | Le statut officiel du blason reste à déterminer.                              |